# آنا سیلورا
آنا سیلورا یک خواننده، ترانه‌سرا و آهنگساز انگلیسی است.
موسیقی انفرادی سیلورا را می‌توان به سبک فولکلور توصیف کرد، اما از ژانرهای متنوعی از جمله جاز، پاپ و کلاسیک معاصر استفاده می‌کند. به عنوان آهنگساز، به او سفارش داده شده است که کارهایی برای باله، گروه کر، گروه ساز و تئاتر بنویسد، از جمله برای کنسرتو کالدونیا، گروه کر دختران تلویزیون استونی و باله سلطنتی. اشعار او اغلب از ادبیات، شعر و فولکلور الهام می‌گیرد.
ضبط‌های سیلورا از سال ۲۰۱۸ به آرشیو صدا در کتابخانه بریتانیا اضافه شده است.